# Russische propaganda
De propaganda van de Russische Federatie bevordert zienswijzen, standpunten, percepties of agenda’s van de Russische regering. 
De media omvatten staatsgeleide mediakanalen en online technologieën als onderdeel van de moderne Russische ‘politieke oorlogsvoering'. Het bevordert de persoonlijkheidscultus van Vladimir Poetin en positieve opvattingen over de Sovjetgeschiedenis.

## Staatsgefinancierde PR
Eind 2008 wees het Levada Centrum op het bijna verdwijnen van de publieke opinie als sociaal-politieke instelling in het hedendaagse Rusland en de vervanging ervan door staatspropaganda.
Kort na de gijzelaarscrisis op scholen in Beslan in september 2004, versterkte Poetin een door het Kremlin gesponsord programma gericht op "het verbeteren van het imago van Rusland" in het buitenland. Een van de belangrijkste projecten van het programma was de oprichting in 2005 van Russia Today (nu bekend als RT ), een Engelstalige tv-nieuwszender die 24 uur per dag nieuwsverslaggeving bood. Voor het startbudget werd 30 miljoen dollar aan publieke middelen toegewezen.
De Russische vice-minister van Buitenlandse Zaken Grigory Karasin zei in augustus 2008, in de context van het conflict tussen Rusland en Georgië : "De westerse media zijn een goed georganiseerde machine, die alleen die beelden laat zien die goed bij hun gedachten passen. We vinden het erg moeilijk om onze mening in de pagina's van hun kranten te persen." In juni 2007 meldde Vedomosti dat het Kremlin sinds 2003 zijn officiële lobbyactiviteiten in de Verenigde Staten had geïntensiveerd, onder meer door bedrijven als Hannaford Enterprises en Ketchum in te huren. 
In een interview uit 2005 met de externe omroep Voice of America, eigendom van de Amerikaanse overheid, zei de Russisch-Israëlische blogger Anton Nossik dat de creatie van RT "riekt naar propagandacampagnes in Sovjetstijl."  Pascal Bonnamour, hoofd van de Europese afdeling van Verslaggevers Zonder Grenzen, noemde het netwerk “een nieuwe stap van de staat om informatie te controleren.” In 2009 beschreef  The Guardian de reclamecampagne van RT in het Verenigd Koninkrijk als een "ambitieuze poging om een nieuw post-Sovjet mondiaal propaganda-imperium te creëren." 

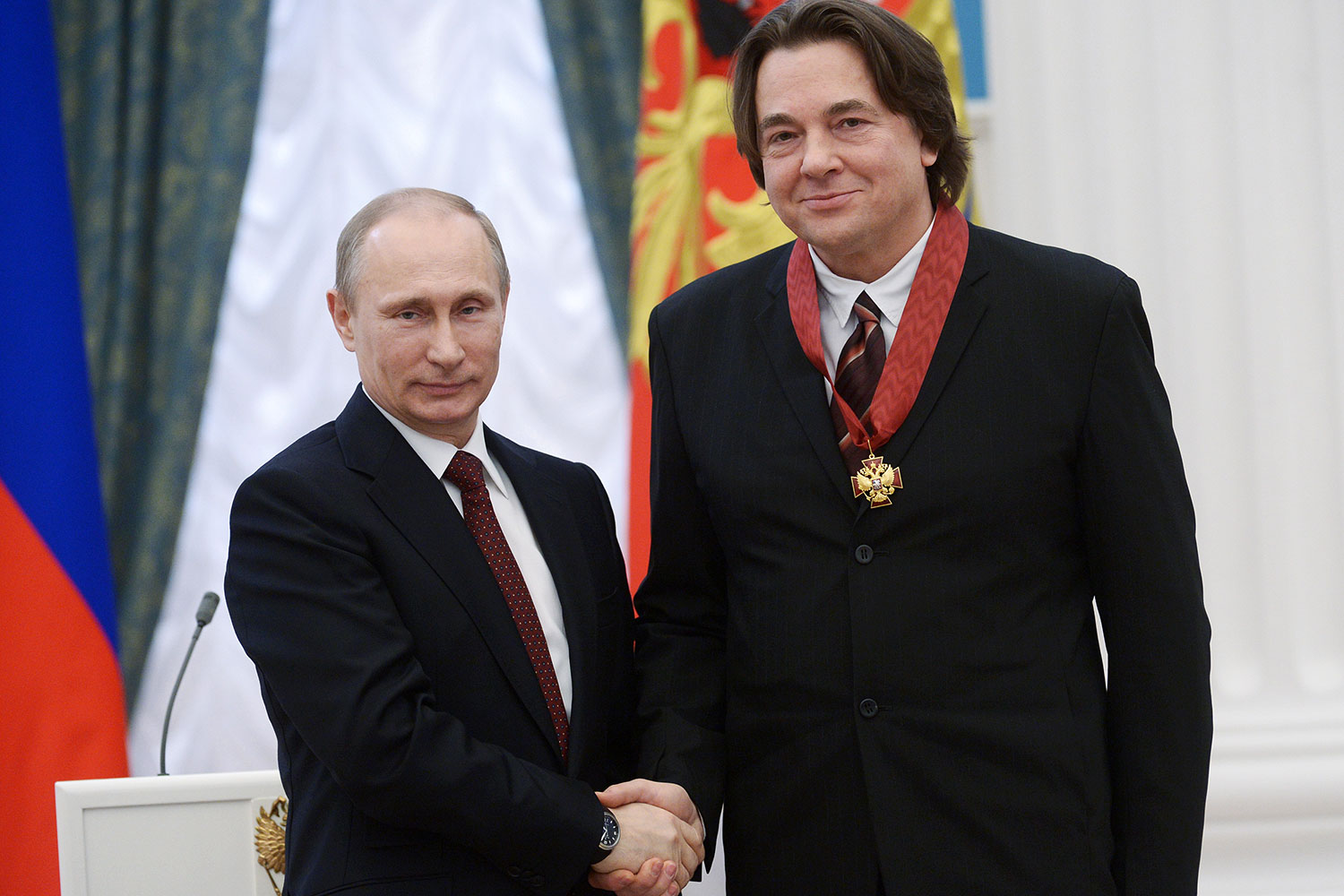
Poetin en Konstantin Ernst, hoofd van Ruslands belangrijkste door de staat gecontroleerde tv-station Pervyj kanal, wordt beschouwd als "Poetins beste imagomaker".

In 2014 zei Ivan Zassoursky, hoogleraar media en communicatietheorie aan de afdeling journalistiek van de Staatsuniversiteit van Moskou: ‘Tegenwoordig zijn er veel ingewikkelde beïnvloedingssystemen in de wereld die als "soft power" kunnen worden bestempeld. Echter,  de traditionele brute methoden van propaganda en directe controle die door de Russische regering worden gebruikt, kunnen vanuit professioneel oogpunt niet als effectief en aanvaardbaar worden beschouwd, noch zijn ze aanvaardbaar vanuit het oogpunt van de journalistieke moraal.

### Media en communicatie tijdens de Russische invasie in Oekraïne
Voor de gemiddelde Rus bleven er, sinds het begin van de invasie, naast de Russische staatsmedia weinig andere informatiebronnen over. Het Kremlin probeerde iedere vorm van twijfel onder de Russische bevolking over de invasie van Oekraïne te voorkomen door de informatievoorziening onder controle te houden. De Russische censor en mediawaakhond Roskomnadzor dreigde de Russische versie van Wikipedia te blokkeren. Wikipedia kreeg de waarschuwing vanwege 'illegaal gedistribueerde informatie' in een artikel over de Russische invasie van Oekraïne. Op 16 maart blokkeerde Roskomnadzor de toegang tot 32 binnenlandse en buitenlandse nieuwssites. De impact werd nog eens versterkt doordat ook sociale media als Facebook, Instagram en Twitter in Rusland werden geblokkeerd. Alleen diegenen die gebruikmaakten van een VPN konden nog op geblokkeerde sites terecht. Dit betekende echter voor het merendeel van de oudere of minder technisch onderlegde Russen simpelweg een nog verdere inperking van hun informatievoorziening.

#### Propaganda en desinformatie vanuit de Russische regering
De Russische Federatie verspreidt propaganda die standpunten, percepties of agenda's van de regering van Rusland promoot. Dit omvat door de staat gerunde televisie, radio en online technologie en kan gebruik maken van Sovjet-propaganda als een element van moderne Russische politieke oorlogsvoering. Hedendaagse Russische propaganda richt zich op het promoten van een persoonlijkheidscultus rond Vladimir Poetin. De Russische regering mengde zich actief in debatten over de Sovjetgeschiedenis; Rusland richtte een aantal organisaties op, zoals de Presidentiële Commissie van de Russische Federatie tegen pogingen om de geschiedenis te vervalsen ten koste van de belangen van Rusland en de Russische webbrigades en anderen die zich bezighielden met politieke propaganda om de standpunten van de regering van Poetin te promoten.
Om de invasie in Oekraïne aan de Russische bevolking te verkopen als een gerechtvaardigde actie ter zelfverdediging van Rusland, werden alle berichten die niet strookten met deze zienswijze gecensureerd. De Russische tv-presentator Evgeni Popov beweerde op 21 februari 2022 tegenover de kijkers dat het juist Oekraïne was dat aan Rusland en de Donbas-regio de oorlog zou hebben verklaard.
Op 30 mei zei de presentatrice Olga Skabejeva op de Russische staatstelevisie dat de 'speciale operatie' van Rusland in Oekraïne tot een einde was gekomen en dat de Derde Wereldoorlog was begonnen. Rusland zou volgens haar nu de NAVO moeten 'demilitariseren'.

#### Laster over Oekraïners als "drugsverslaafden en neonazi’s"
Kenners van de Russische propagandatactieken zagen al vanaf november 2021 een toename van het aantal negatieve berichten over Oekraïne, wat er mogelijk op wijst dat Poetin al maanden voorafgaand aan het daadwerkelijke begin van de invasie aankoerste op een veroveringsoorlog. Zo constateerde het onderzoekscollectief Logically dat honderden pro-Russische sociale-mediakanalen ineens het bericht dat de Oekraïense regering uit neonazi’s bestond gingen verspreiden. Keir Giles, een Rusland-expert die voor de NAVO onderzoek deed naar Russische desinformatie, zei tegen de BBC dat "Rusland erg gretig was om zijn tegenstanders in Europa als nazi’s te brandmerken". Rusland had eerder ook de Baltische staten al eens als nazistische bolwerken afgeschilderd.
De internationale Russische tv-zender Russia Today (RT), die onder andere Engels- en Spaanstalige uitzendingen in het buitenland verzorgt, beweerde op 20 februari 2022, zonder enig bewijs, dat Oekraïne de pro-Russische separatisten in de Donbas-regio zou willen 'vergassen'. Poetin zelf haakte hierop in tijdens de televisietoespraak waarin hij de rebellenregio’s Donetsk en Loegansk als onafhankelijke republieken erkende: "Wat nu in de Donbas gebeurt, is volkerenmoord." Poetin riep het Oekraïense leger op de regering-Zelensky omver te werpen. Rusland zou namelijk gemakkelijker tot een akkoord kunnen komen met een nieuw regime dan met "deze bende drugsverslaafden en neonazi’s".

#### Desinformatie via sociale media
Om het moreel in Oekraïne te ondermijnen, verspreidde Rusland via Telegram, een populair sociale-mediaplatform in het voormalige Oostblok, valse berichten over een veronderstelde vlotte opmars van het Russische leger in Oekraïne. Diverse steden zouden al zijn ingenomen, de Russen zouden minimale tegenstand ondervinden en de Oekraïense president Zelensky zou al op de eerste dag van de invasie naar het buitenland zijn gevlucht. Sociale-mediakanalen die niet onder controle van het Kremlin stonden, zoals Facebook, en Twitter, werden door hackers selectief afgeknepen om de verspreiding van anti-Russische berichten te bemoeilijken.

#### Inperking van de persvrijheid
De Russische regering dreigde de weinige kritische media in eigen land, zoals de krant Novaja Gazeta, die na de invasie zijn Russische en Oekraïense edities opende met de kop 'Rusland bombardeert Oekraïne', met een publicatieverbod. Er werd een officieel gebod ingevoerd om alleen Kremlin-bronnen voor de berichtgeving te gebruiken en in geen geval agressieve woorden als: aanval, invasie en oorlog; voor het publiceren van 'leugens' stond een gevangenisstraf van vijftien jaar. Later werd de persvrijheid nog meer ingeperkt, waardoor er na een paar weken geen onafhankelijke media meer vanuit Rusland opereerde. Wie in Rusland nog aan onafhankelijke informatie wilde komen, moest de digitale sluiproutes kennen.
Medio maart werd er onder de nieuwe mediawet voor het eerst een strafzaak geopend tegen een Russische blogger wegens 'valse informatie' over Oekraïne. Op 23 maart werd de eerste journalist opgeroepen om zich in de rechtszaal te verantwoorden voor het publiceren van 'leugens' over de invasie van Oekraïne. De populaire verslaggever en commentator Aleksandr Nevzorov had volgens Moskou 'nepnieuws' verspreid over het Russische leger dat doelbewust Oekraïense burgers zou bombarderen.
Uit een gelekte interne mail van Google in handen van The Intercept op 28 maart bleek dat Russische vertalers van Googleproducten de oorlog in Oekraïne geen oorlog mochten noemen, maar enkel 'uitzonderlijke omstandigheden' om aan de nieuwe Russische wet te voldoen. Google stelde dat het zijn lokale medewerkers wilde beschermen.

#### Blokkade van Google-zoekmachine in bezette gebieden
Denis Poesjilin, hoofd van de zelfverklaarde volksrepubliek Donetsk, heeft op 22 juli 2022 via zijn Telegram-kanaal bekend gemaakt de Google-zoekmachine te blokkeren in de bezette gebieden. De separatistische leider beschuldigde Google ervan 'geweld tegen alle Russen' aan te moedigen, en zei dat wanneer 'Google zou stoppen met haar criminele beleid er geen reden meer zou zijn voor de blokkade'. De pro-Russische gebieden volgden Rusland al eerder in het blokkeren van Facebook en Instagram.

#### Effect op de Russische bevolking
De Russische propaganda bestempelde Oekraïne tot een duivelse agressor waartegen Rusland zich moest verdedigen. Een meerderheid van de Russen, die weinig andere informatiebronnen hadden dan door de staat gecontroleerde televisie- en radiozenders en socialemediakanalen, geloofden dit verhaal. Denis Volkov, de directeur van het grootste onafhankelijke peilingbureau in Rusland, zei tegen persbureau AP dat meer dan de helft van de Russen achter Poetins militaire optreden stond: "De meerderheid denkt dat de westerse wereld Oekraïne onder druk zet om de Donbas-regio aan te vallen, en dat Rusland de separatisten moet helpen." The Washington Post publiceerde op 29 april 2022 een interview met voormalig ingewijde van het Kremlin, Sergei Pugasjev, die zei dat het slechts een kwestie van tijd was voordat de Russen de propaganda van hun president over de oorlog in Oekraïne zouden doorzien: 'Binnen drie maanden zullen de winkels en fabrieken door hun voorraden heen zijn en zal de omvang van het aantal doden binnen het Russische leger tijdens de oorlog duidelijk worden.'
Vladimir Ashurkov, de directeur van de anti-corruptiestichting van de gevangen gezette Russische oppositieleider Aleksej Navalny, zei in een interview met The Washington Post dat 'het begin van het einde van Poetin' al enige tijd bezig was. Hij was er naar eigen zeggen zeker van dat veel mensen in Rusland en daarbuiten zeer teleurgesteld waren in Poetin vanwege de oorlog, die de levensstijl van de politieke en economische elite van Rusland en hun fortuin sterk had aangetast.
De voortdurende Russische propaganda leidde ertoe dat verschillende mensen hun ervaringen met de Russische invasie van Oekraïne in 2022 ontkenden, zelfs door familieleden aan de andere kant van het informatie-ijzeren gordijn.   De door de Russische staat gecontroleerde media bagatelliseerden systematisch zowel civiele als militaire verliezen, veroordeelden berichten over aanvallen op burgers als ‘nep’, of gaven Oekraïense strijdkrachten de schuld. Hoewel de Russische grondwet van 1993 een artikel bevat dat censuur uitdrukkelijk verbiedt, heeft het Russische censuurapparaat Roskomnadzor de media van het land bevolen alleen informatie uit Russische staatsbronnen te gebruiken, anders worden boetes en blokkades opgelegd. Dmitri Moeratov, de hoofdredacteur van de Russische onafhankelijke krant Novaja Gazeta, zei: "Alles wat geen propaganda is, wordt geëlimineerd."
Volgens onderzoekers heeft Rusland de internationale propaganda-inspanningen gericht op Afrika,  het Midden-Oosten,  de Balkan,  en Azië geïntensiveerd. Tijdens de Russische invasie van Oekraïne werd een toename van pro-Russische propaganda in het Arabisch waargenomen. Rusland wordt ervan beschuldigd de antiwesterse postkoloniale grieven in Afrika te versterken door middel van desinformatiecampagnes. Mede dankzij Russische inspanningen zijn pro-Moskou-sentimenten en het beschuldigen van het westen voor de Russische invasie van Oekraïne in 2022 mainstream geworden in een groot deel van Afrika.

## Gebruik van sociale media
Rusland wordt ervan beschuldigd sociale-mediaplatforms te gebruiken om propagandaboodschappen naar een mondiaal publiek te verspreiden door nepnieuws te verspreiden, advertenties uit te brengen en pseudo-activistische bewegingen te creëren. De populariteit van de Spoetnik op sociale media en het gebruik van virale, clickbait -koppen hebben ertoe geleid dat het door het tijdschrift Foreign Policy wordt omschreven als "de BuzzFeed van Propaganda".
Rusland werd door de Amerikaanse autoriteiten beschuldigd van pogingen om nepnieuws en propaganda te verspreiden in een poging zich te bemoeien met de Amerikaanse presidentsverkiezingen van 2016. Rusland zou tactieken hebben gebruikt zoals het creëren van frauduleuze sociale-media-accounts, het organiseren van politieke bijeenkomsten en online politieke advertenties in een poging de Republikeinse presidentskandidaat Donald Trump te helpen de verkiezingen te winnen. Hoge leidinggevenden van Amerikaanse sociale-mediaplatforms hebben een poging gedaan om de vermeende Russische propaganda tegen te gaan door geautomatiseerde accounts te verwijderen en gebruikers te waarschuwen voor de aanwezigheid van vermeende verkeerde informatie op hun platforms en de interacties die gebruikers mogelijk hebben gehad. In januari 2017 schatte online platform X dat ongeveer 677.000 gebruikers "tijdens de campagne van 2016 interactie hadden gehad met Russische propaganda of bots". Drie weken later zeiden X-functionarissen dat waarschijnlijk meer dan 1,4 miljoen gebruikers waren blootgesteld aan inhoud afkomstig van deze accounts. In 2018 verwijderde X ongeveer 200.000 tweets die afkomstig bleken te zijn van accounts die aan Rusland waren gekoppeld. Op 31 oktober 2017 getuigden leidinggevenden van Facebook, Google en X voor het Amerikaanse parlement over het vermeende gebruik van sociale media door Rusland bij de verkiezingen van 2016. In een poging nepnieuws te bestrijden kondigde Facebook in januari 2018 een plan aan om betrouwbare nieuwsbronnen onder de aandacht te brengen.

## Propaganda in het onderwijs
Sinds Poetin en zijn regering in 2000 aan de macht kwamen, propageerden Poetin het idee van ‘patriottische opvoeding’ bij onderwijshervormingen om propaganda te verspreiden en de loyaliteit aan het regime te vergroten. Hij drong erop aan dat leerlingen op scholen patriottische waarden leren, dat lessen in geschiedenis, talen en kunst de jeugd trots moeten opwekken en hun ‘patriottisme’ moeten versterken. In eerste instantie hadden deze pogingen om onderwijsveranderingen tot stand te brengen beperkt succes, maar na de annexatie van de Krim in 2014 zijn volgens The Washington Post de ‘patriottische’ hervormingen en de nadruk op patriottisme toegenomen, terwijl de vrijheid van meningsuiting op scholen is afgenomen. Het werd ook steeds waarschijnlijker dat leraren werden ontslagen omdat ze in het openbaar hun politieke opvattingen uitten. De nationale Russische symbolen werden meer gevierd en in 2014 keurde de Russische regering een nieuwe reeks geschiedenisboeken goed, die een herzien verhaal van historische gebeurtenissen bevatten en de prestaties van Poetin en de annexatie van de Krim prezen.
Na de Russische invasie van Oekraïne in februari 2022 hebben de Russische autoriteiten nieuwe onderwijswetten aangenomen, schoolboeken herzien en lesgidsen geïntroduceerd die leraren helpen ‘patriottische’ lessen te geven die de invasie zouden rechtvaardigen. In de eerste week van maart hielden Russische scholen een virtuele les om de noodzaak om oorlog te voeren tegen Oekraïne en het ‘gevaar’ van de NAVO verder te rechtvaardigen.  Het ministerie van Onderwijs deelde ook handleidingen uit aan leraren, waarin ze instructies kregen over hoe ze de oorlog moesten bespreken, inclusief een ‘goedgekeurde’ versie van het conflict.

## Reacties
Vanwege de propaganda in de Russische Federatie heeft de Europese Dienst voor Extern Optreden in 2015 de East StratCom Task Force opgericht om gevallen van in Rusland gepropageerde onwaarheden over de EU en haar lidstaten te tellen en te tonen.
Leden van het Europees parlement hebben betoogd dat Europa zijn verdediging tegen Russische propaganda moet versterken, waarbij wordt verwezen naar vermeende Russische inmenging in Franse, Duitse en Spaanse verkiezingen en de Brexit.
Op 14 maart 2022 onderbrak Marina Ovsjannikova, redacteur van het belangrijkste Russische staatstelevisiestation Pervyj kanal, de live-uitzending van de televisie om te protesteren tegen de Russische invasie van Oekraïne, met een poster met de tekst in een mix van Russisch en Engels: "Stop de oorlog, geloof de propaganda niet, hier wordt tegen je gelogen." 